# Abraxas albovarleyata
Abraxas albovarleyata là một loài bướm đêm trong họ Geometridae.